# ¡Que vivan los crotos!
¡Que vivan los crotos!  es una película coproducción de Argentina y España en colores  dirigida por Ana Poliak según su propio guion escrito en colaboración con Willi Behnisch que se estrenó el 23 de marzo de 1995 y que tuvo como principales intérpretes a José Américo Bepo Ghezzi,  Oscar Mendy, Pedro Moisas y Juan Vitali.
La película se filmó en la localidad de Gardey, en la provincia de Buenos Aires, donde vivió el protagonista. Fue exhibida en algunas provincias fuera del circuito comercial y en numerosos festivales de cine.

## Sinopsis
José Américo Bepo Ghezzi (1912-1999), que pasó gran parte de su vida como un linyera, evocado a través de sus propios recuerdos y el de sus amigos.

## Reparto
- Oscar Mendy
- Pedro Moisas
- Juan Vitali
- Señor Pérez
- Micaela Satti
- José Celentano
- Jorge Di Paola
- Martín Verón
- Carlos de la Canal
- Alberto Roldán

Testimonios
- José Américo Bepo Ghezzi
- Uda Conti
- Filiberto Satti
- Mario Penone
- Héctor Wollands
- Pedro Yatauro
- Pascual Vuotto

## Premios
Recibió el Primer Premio Coral en el Festival Internacional del Nuevo Cine Latinoamericano de La Habana y una Mención de Honor en el Festival de Troia, Portugal.

## Comentarios
Guillermo Ravaschino en el sitio Cineismo opinó:

”… film que parece conjugar idénticas dosis de inspiración y dominio del medio cinematográfico….Poliak, que es montajista desde hace largo rato, siguió el ritmo de la respiración emotiva de las imágenes. Cada una de las personas que mastican viejos recuerdos tiene en pantalla el tiempo que se merece.... El silencio tiene en ¡Que vivan los crotos! una dimensión semejante a la que le conceden las partituras clásicas: ocupa el tiempo que ningún sonido –especialmente ninguna palabra– debería contaminar. …Las dramatizaciones, que las hay (linyeras jóvenes que expresan el pasado de quienes hablan), son breves, mudas y están sanamente despojadas de toda ínfula "argumental"….El verbo crotear, en la acepción que le es dada aquí, ha de ser de los más profundos. Implica saciar apetitos de libertad al margen de la explotación laboral, pero también de las otras gentes. La soledad de la libertad es el gran tema no declamado de la película. Lo más curioso… es que estos ancianos vienen a actualizar vigorosamente la añeja cuestión del Héroe: esta dignidad sin bienes ni raíces, esta plenitud que sólo reclama una pampa, una huella, un cielo abierto para constituirse tiene mucho que ver con la materia que, aquí y allá –especialmente en el Lejano Oeste–, forjó paladines inoxidables. Esos que hicieron asco de la rutina social y las compañías anestesiantes para embarcarse en el compromiso que, tarde o temprano, pone a cada cual frente al sueño que lo desvela. Que vivan ellos.”

Manrupe y Portela escriben:

«Austero y digno documental con recreación de escenas y poderosas imágenes, sobre la vida de los linyeras anárquicos de otros tiempos.»